# Willmot, New South Wales
Willmot este o suburbie în Sydney, Australia.